# NaheTV
naheTV ist die Sendeplattform der beiden OK-TV aus Bad Kreuznach und Idar-Oberstein. Das Programm wird von Bürgern selbst gestaltet und von Produzentengruppen aus der gesamten Nahe-Region zugeliefert. Es werden etwa 130.000 Kabelhaushalte bedient. Alle Bürger, die in der Nahe-Region wohnen, können sich kostenlos Technik ausleihen und sich in Seminaren weiterbilden.

## Geschichte
Das Studio Bad Kreuznach wurde 2004 gegründet und ist somit der jüngste OK-TV in ganz Rheinland-Pfalz. Seinen Sitz hat das Studio Bad Kreuznach seit September 2019 an der Nahebrücke in der Mannheimer Straße 82.
Das Studio Idar-Oberstein wurde 1996 gegründet. Seit 2011 ist es für die technische Sendeabwicklung zuständig. Es hat rund 100 Mitglieder, darunter auch Firmen und Institutionen.
Bis zum 1. September 2011 liefen die Programme der beiden Standorte Bad Kreuznach und Idar-Oberstein technisch und inhaltlich voneinander getrennt. Im Zuge einer Partagierungsreform der Landesmedienanstalt wurde das Sendegebiet vergrößert und umfasst seither die gesamte Nahe-Region und Teile des Hunsrücks. Das Programm ist seither "von der Quelle bis zur Mündung" zu sehen und wird von beiden Trägervereinen gemeinsam verantwortet.
Mit dem Sendestart des neuen, großen Senders erfolgte auch die Umbenennung der Sendeplattform in „naheTV“. In den Räumlichkeiten der beiden lokalen Studios stehen  Bürgern die technischen Möglichkeiten zur Produktion eigener Beiträge zur Verfügung. Der Sendebetrieb wird seit Beginn der Ausstrahlung in ehrenamtlicher Struktur geleitet und betreut. Somit wird nicht nur das Programm ehrenamtlich von Bürgern erstellt, sondern auch die Wartung wird durch engagierte Menschen betrieben. An beiden Standorten organisieren sich Jugendliche in einer Jugendredaktion, um gemeinsam Filme und Sendungen zu produzieren.

## Programm
Das Programm von naheTV wird aus verschiedenen Einzelelementen gestaltet. Ausgestrahlt werden lokale Programma aus Bad Kreuznach und Idar-Oberstein ("Lokalzeit") sowie ein überregionales Mantelprogramm. Hier werden auch Produktionen aus dem Sendebeitragstausch aller Bürgermedien in Deutschland gezeigt.
Grundsätzlich kann das Programm von allen Bürgerinnen und Bürgern gestaltet werden. Eine Zensur oder Vorauswahl der Beiträge findet nicht statt.

## Verbreitung
naheTV verbreitet sein Programm über das digitale und analoge regionale Kabelnetz von Vodafone Kabel Deutschland. Technisch gesehen werden somit 130.000 Haushalte erreicht – etwa die Hälfte aller Fernsehanschlüsse in der Senderegion. Eine Ausstrahlung via Satellit wird von der Landesmedienanstalt aus Kostengründen abgelehnt.
naheTV streamt sein Programm zusätzlich live auf der Webseite. Außerdem werden ca. zwei drittel aller ausgestrahlten Beiträge auf YouTube veröffentlicht.